# Суєрметово
Суєрме́тово (рос. Суерметово, башк. Сөйәрмәт) — село у складі Єрмекеєвського району Башкортостану, Росія. Адміністративний центр Кизил-Ярської сільської ради.
Населення — 166 осіб (2010; 185 в 2002).
Національний склад:
- татари — 53 %
- башкири — 44 %